# ویکی‌پدیای عبری
ویکی‌پدیای عبری (به عبری: ויקיפדיה: האנציקלופדיה החופשית) نسخه عبری وبگاه ویکی‌پدیا است و در ژوئیه ۲۰۰۳ ایجاد شده‌است و در ۲۷ ژوئیه ۲۰۰۸ به ۸۰٬۰۰۰ مقاله رسید.
این ویکی‌پدیا در تاریخ ۱۸ مارس ۲۰۱۱ دارای بیش از ۱۱۵٬۰۰۰ نوشتار بود و
تا تاریخ ۱۵ ژوئیه ۲۰۱۱ این دانش‌نامه با بیش از ۱۲۰٬۹۰۰ مقاله در رتبهٔ سی‌ویکم ویکی‌پدیاها قرار داشت.